# Dorin Rotariu
Dorin Rotariu (* 29. Juli 1995 in Timișoara) ist ein rumänischer Fußballspieler. Er steht seit dem Sommer 2021 bei Ludogorez Rasgrad unter Vertrag.

## Karriere

### Vereine
Die Karriere von Rotariu begann Anfang September 2012, als er im Alter von 17 Jahren aus seiner Heimatstadt Timișoara in die zweite Mannschaft von Dinamo Bukarest wechselte. Ab der Rückrunde 2012/13 gehörte er auch dem Kader der ersten Mannschaft an, wo er in der Spielzeit 2013/14 zum Stammspieler wurde und in 31 Spielen sieben Treffer erzielen konnte. Ende Januar 2017 verließ er Dinamo und wechselte zum FC Brügge in die belgische Pro League. In der Saison 2017/18 wurde er an Ligakonkurrent Royal Excel Mouscron ausgeliehen.
Im Juli 2018 wurde Rotariu für eine halbe Saison an den AZ Alkmaar verliehen, ehe er im Februar 2019 ganz an den FK Astana transferiert wurde. Dort gewann er die nationale Meisterschaft sowie zweimal den Superpokal. Zur Saison 2021/22 wechselte Rotariu dann zu Ludogorez Rasgrad nach Bulgarien. Dort kam er allerdings nicht oft zum Einsatz und so verpflichtete ihn im Januar 2022 Atromitos Athen leihweise.

### Nationalmannschaft
Rotariu gehörte Anfang September 2016 erstmals dem Aufgebot der rumänischen A-Nationalmannschaft an. Am 8. Oktober 2016 kam er im WM-Qualifikationsspiel gegen Armenien zu seinem ersten Einsatz, als er in der 67. Minute für Alexandru Chipciu eingewechselt wurde. Am 27. März 2018 schoss er im Testspiel gegen Schweden das 1:0-Siegtor.

## Erfolge
FK Astana
- Kasachischer Meister: 2019
- Kasachischer Superpokalsieger: 2019, 2020

## Sonstiges
Dorin Rotariu ist ein Neffe des früheren Nationalspielers Iosif Rotariu.